# Ordre de chevalerie

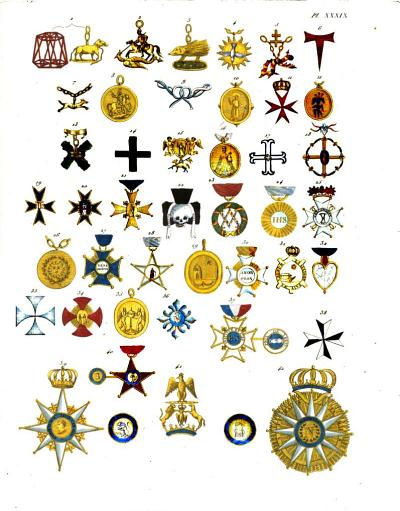
Collection historique des ordres de chevalerie, 1820.

Les ordres de chevalerie apparaissent au XIVe siècle. S'ils affirment dans leurs statuts leur volonté de régénérer la chevalerie ou plutôt l'esprit chevaleresque, leur création s'explique aussi par des raisons politiques. Beaucoup d'ordres disparurent rapidement, mais certains encore en vigueur, ne doivent pas être confondus avec les créations, au XIXe siècle principalement, de pseudo-ordres, dits ordres de fantaisie.

## Historique
Malgré l'apparition d'ordres imaginaires tels qu'un prétendu ordre de la Sainte-Ampoule que Clovis aurait fondé en 496, les ordres de chevalerie sont un phénomène de la fin du Moyen Âge. Ils s'inscrivent en partie dans la succession des ordres militaires apparus lors des Croisades et de la Reconquista, il s'agissait alors d'ordres de moines-soldats.
Il faut constater plusieurs étapes pour aboutir aux ordres de chevalerie :
- les ribats et les hermangildas. C'est en Espagne qu'apparaissent les premiers ordres laïcs, aussi précurseurs des ordres militaires donc des ordres de chevalerie, ce sont les hermangildas, groupes de paysans, inspirés des ribats, qui s'engagent par serment à protéger les chrétiens[1];
- les milices. Avant ces ordres militaires, il faut peut être rechercher la création du « moine-soldat » dans les Chevaliers de Saint-Pierre (milites Sancti Petri), milice créée en 1053 par le pape Léon IX pour lutter contre les Normands d'Italie du Sud, à la bataille de Civitate[2] ou dans la mise en place de l'ordre canonial régulier du Saint-Sépulcre, après la prise de Jérusalem en 1099, par Godefroy de Bouillon ;
- les ordres militaires. Le XIIe siècle avec l'ordre du Temple (1129) voit la création du premier ordre militaire[3] motivé par la guerre sainte en terre sainte avec l'ordre de Saint-Jean de Jérusalem (1113)[4]. Jusque-là, le chevalier n'était qu'un mercenaire, ce sont eux qui créèrent le chevalier et lui donnèrent ses lettres de noblesse en lui faisant prêter des vœux religieux. Le mouvement trouve sa place en Occident avec la Reconquista ;
- la chevalerie. Le développement de la chevalerie répond à une exigence politique. La vassalité avait perdu son aspect exclusif et malgré une tentative de renouveau avec l'hommage lige, beaucoup de seigneurs étaient vassaux de plusieurs suzerains. La chevalerie rétablissait une fidélité envers un suzerain. À cette époque l'exigence d'être noble n'était pas une caractéristique de la chevalerie car c'est la noblesse de comportement du chevalier qui induira le statut de noble et de la noblesse[5].
L'amour courtois largement développé à partir du XIIe siècle par les troubadours va populariser l'esprit chevaleresque. Illustré à l'exemple du cycle arthurien des Chevaliers de la Table ronde, ils aidèrent à former une « mythologie[6] » ;
- Les ordres de chevalerie. Leur création, au XIVe siècle, à la suite logique de la chevalerie répond également à une exigence politique d'organisation et de subordination. Pour se lier la nouvelle noblesse, les statuts des ordres de chevalerie rétablissaient une fidélité exclusive envers le grand maître, qui est toujours le prince créateur de l'ordre ou l'un de ses successeurs désignés.

Une grande partie des ordres de chevalerie est éteinte, en raison même des circonstances qui déterminèrent leur création et qui ont cessé d'exister. D'autres, au contraire, sont arrivés jusqu'à nous, dépouillés seulement des formes qui n'étaient plus en harmonie avec les mœurs, les usages et les coutumes de notre société. Plusieurs ordres de chevalerie ont évolué vers une fonction d'ordre honorifique, sans pour autant modifier leur structure.
Ces ordres de chevalerie donneront naissance à quatre nouveaux types d'ordres :
- Les ordres honorifiques. Sur le modèle des ordres de chevalerie, les souverains européens, ou des entités étatiques, mirent en place des ordres honorifiques à partir du XVIIe siècle. Bien que ces nouveaux ordres soient des corps auxquels les nouveaux membres doivent s’agréger, d’où le nom d’ordre, ils se distinguent des ordres de chevaleries par plusieurs caractéristiques : ils sont hiérarchisés en plusieurs classes (alors que les ordres de chevalerie n’ont qu’une seule classe), ne récompensent pas uniquement les nobles et ont souvent un champ de spécialisation, honorant les militaires ou les diplomates… ou encore plus simplement les personnes civiles en vertu de leurs mérites.
- Les ordres dynastiques. C'est une organisation de personnes distinguées anciennement par une entité étatique et relevant ensuite d'un prétendant dynastique officiellement reconnu qui fait perdurer l'Ordre.
- Les ordres distinctifs. Ce sont des organisations de personnes distinguées pour leurs actions par une entité non étatique mais toléré par cette entité étatique.
- Les ordres de fantaisie. Le XIXe siècle est marqué par la création de pseudo-ordres de chevalerie se réclamant sans raison d'un illustre ordre de chevalerie historique.

## Date d'apparitions des différents ordres
| Insigne | Nom                            | Fondateur                           | Création | Pays              | État actuel                          |
| ------- | ------------------------------ | ----------------------------------- | -------- | ----------------- | ------------------------------------ |
|         | Ordre de la Jarretière         | Édouard III                         | 1348     | Angleterre        | Ordre honorifique                    |
|         | Ordre de l'Étoile              | Jean II le Bon                      | 1351     | Royaume de France | Ordre éteint                         |
|         | Ordre du Nœud                  | Louis de Tarente                    | 1352     | Royaume de Naples | Ordre éteint                         |
|         | Ordre du Collier               | Amédée VI de Savoie                 | 1364     | Savoie            | Ordre dynastique                     |
|         | Ordre de l'Écu d'or            | Louis II de Bourbon                 | 1367     | Duché de Bourbon  | Ordre éteint                         |
|         | Ordre de l'Hermine             | Jean IV de Bretagne                 | 1381     | Duché de Bretagne | Ordre éteint                         |
|         | Ordre du Porc-Épic             | Louis Ier d'Orléans                 | 1393     | Orléanais         | Ordre éteint                         |
|         | Ordre du Lévrier               | Louis Ier de Bar                    | 1416     | Duché de Bar      | Ordre éteint                         |
|         | Ordre de Saint-Hubert          | Louis Ier de Bar                    | 1422     | Duché de Bar      | Ordre éteint                         |
|         | Ordre de la Toison d'or        | Philippe le Bon                     | 1430     | Espagne           | Ordre honorifique                    |
|         | Ordre du Croissant             | René d'Anjou                        | 1448     | Anjou             | Ordre éteint                         |
|         | Ordre de l'Hermine et de l'Épi | François II de Bretagne             | 1448     | Duché de Bretagne | Ordre éteint                         |
|         | Ordre de Saint-Michel          | Louis XI                            | 1469     | Royaume de France | Ordre dynastique                     |
|         | Ordre de la Cordelière         | Anne de Bretagne                    | 1498     | Duché de Bretagne | Ordre éteint                         |
|         | Ordre du Saint-Esprit          | Henri III (roi de France)           | 1578     | Royaume de France | Ordre dynastique                     |
|         | Ordre du Chardon               | Jacques VII d'Écosse                | 1687     | Écosse            | Ordre honorifique                    |
|         | Ordre de l'Aigle noir          | Frédéric Ier (roi de Prusse)        | 1701     | Royaume de Prusse | Ordre dynastique [[Image:\|50x50px]] |
|         | Ordre de la Délivrance         | Théodore de Neuhoff, roi des Corses | 1736     | Royaume de Corse  | Ordre éteint                         |
|         | Ordre de Saint-Patrick         | George III, roi d’Irlande           | 1783     | Irlande           | Ordre dormant                        |